# Spilornis kinabaluensis
L'aquila serpentaria di Kinabalu (Spilornis kinabaluensis W.L.Sclater, 1919) è un uccello rapace della famiglia degli Accipitridi.

## Distribuzione e habitat
L'areale di questa specie è ristretto alle aree montane del Borneo centrale e settentrionale, ad altitudini comprese tra 750 e 2.900 m.

## Conservazione
La IUCN Red List classifica Spilornis kinabaluensis come specie vulnerabile (Vulnerable).